# Peter Jackson (historyk)
Peter Jackson (ur. 27 stycznia 1948) – brytyjski historyk, mediewista, specjalizujący się w historii wypraw krzyżowych. 

## Życiorys
Jest emerytowanym profesorem historii średniowiecznej w Keele University. Był redaktorem jednego z tomów "The Cambridge History of Iran" dotyczącego okresu Timurydów i Safawidów. Jego badania koncentrują się na relacjach Mongołów z Zachodem. 

## Wybrane publikacje
- The Delhi Sultanate: A Political and Military History, Cambridge University Press 1999. ISBN 978-0-521-54329-3.
- The Mongols and the West, 1221-1410, Longman 2005. ISBN 0-582-36896-0.
- The Seventh Crusade, 1244-54: Sources and Documents, Ashgate 2007. ISBN 978-0-7546-5722-4.
- Studies on the Mongol Empire and Early Muslim India, Ashgate 2009 (Variorum Collected Studies Series). ISBN 978-0-7546-5988-4.
- (redakcja z David Morgan) The Mission of Friar William of Rubruck: His Journey to the Court of the Great Khan Mongke, 1253-1255,   Works Issued by the Hakluyt Society 1990. ISBN 0-904180-29-8.

## Publikacje w języku polskim
- Mongołowie i Zachód: podbój Azji i Europy, tajemnice najazdów na Polskę, imperium Tamerlana, przeł. Agnieszka Kozanecka, Warszawa: Bellona 2007.